# Liebermann Leó (orvos, 1852–1926)
Szentlőrinczi Liebermann Leó (Debrecen, 1852. november 28. – Budapest, 1926. július 15.) magyar orvos, vegyész, higiénikus, egyetemi tanár. Unokatestvérei Jászi Oszkár társadalomtudós, Jászi Viktor jogász és Jászi Alice gyógy- és táncpedagógus.

## Élete
Liebermann Adolf (1818–1890) orvos és Gottlieb Alojzia (1822–1911) fia. Középiskolai tanulmányait szülővárosában végezte, a Debreceni Kollégiumban. 1869-től a Bécsi Egyetem orvostudományi karán tanult, ahol a kor legkiválóbb tudósai tanították, s ugyanott 1874-ben orvosdoktorrá avatták. Szorgalmas munkásságának köszönhetően 1874-től tanársegédként dolgozhatott az Innsbrucki Egyetem orvosi vegytani tanszékén. A következő évben kinevezték orvosi kémiai magántanárra, s átmeneti ideig a tanszéket is vezette. Ekkoriban jelent meg első kísérletes dolgozata a Wiener Allgemeine Medizinische Zeitungban. 1878-ban visszatért Magyarországra. A Budapesti Tudományegyetem bölcsészeti karán magántanárként működött, s egyrészt gyakorlati vegytant adott elő, másrészt jogászhallgatókat tanított törvényszéki vegytanra. 1879. július 19-én kikeresztelkedett. 1879-től 1902-ig az állatorvosi tanintézet, majd akadémia, illetve főiskola tanára. 1881-től első magyar Borvizsgáló Állomás vezetője, mely 1882-től Állami Vegykísérleti Állomás címen folytatta tevékenységét. 1892 és 1902 között az Országos Kémiai Intézet és Központi Vegykísérleti Állomás igazgatója. 1887-ben a törvényszéki és orvosrendőri vegytan magántanára. 1901-ben elhunyt a magyar közegészég-tudomány megalapítója, Fodor József és halála után pályázatot írtak ki a tanszéken korábban általa birtokolt pozíció betöltésére, amelyet végül Liebermann nyert el, annak ellenére, hogy ő maga nem vett részt a pályázaton, de szaktudása alapján méltónak találta őt az orvostanári kar. 1902-től 1926-ban bekövetkezett haláláig volt a közegészségtan nyilvános rendes tanára, illetve a tanszék igazgatója a Budapesti Tudományegyetemen. Első intézkedései közé tartozott az iskolaorvosi és egészségtanári tanfolyam átszervezése, amit még elődje kezdeményezett. Az Országos Közegészségügyi Tanács tagjaként fontosnak tartotta a falusi lakosság elmaradott egészségügyi viszonyain való változtatást. Kezdeményezte a tuberkulózistörvény megalkotását és követelte a gümőkóros betegek számára üdülőtelep létesítését, továbbá egy közegészségügyi és népjóléti minisztérium felállítását. Munkásságával a magyar biológia biokémiai ágának megindítója. Módszereket dolgozott ki különböző élelmiszerek tápanyag-tartalmának, szennyeződéseinek meghatározására. Jelentősek embryochemiai, továbbá fehérjékre, a gvajakol-próbára, kataláz-reakcióra vonatkozó kutatásai. Elméletet állított fel az immunitásról. A róla elnevezett vegyi reakció jelenleg is használatos. A magyar borvizsgálat úttörői közé tartozott. Szakközleményei alkalmazott mezőgazdasági és élelmiszerkémiai, valamint kémiai és közegészségtani tárgyúak. Kémiai munkássága is igen jelentős. Hazai és német nyelvű szaklapokban is jelentek meg publikációi. Önállóan és társszerzőkkel együtt húsz nagyobb munkát jelentetett meg, szintén magyar és német nyelven.
Pályafutása során nemzetközi hírnévre tett szert. Tisztelői közé tartozott Alexis Carrel francia fiziológus, és személyes barátság fűzte Paul Ehrlichhez valamint Émile Berlinghez, akik mindhárman Nobel-díjasok voltak. A Nobel-díj bizottság mindig kikérte véleményét a jelöltekről. Hazai és külföldi tudóstársaságok és tudományos folyóiratok választották tagjaik, illetve szerkesztőbizottságuk sorába. Tanári és tudományos munkásságának általános elismerését jelentette, hogy 1908-ban két tanévre az orvosi kar dékánjává választották. A Királyi Orvostársaságban 1912 és 1916 között az elnöki tisztséget töltötte be, és 1911-ben neki ítélték a rangos Balassa-érmet. 1905-ben szentlőrinci előnévvel magyar nemessé avatták, és királyi udvari tanácsosi méltóság lett.
Sírja a Fiumei úti sírkertben található.

## Magánélete
Házastársa Baum Terézia (1858–1934) volt, Baum Móric és Mallner Róza lánya.
Gyermekei:
- Liebermann Leó (1883–1938) orvos. Felesége Bittelmeyer Matild (1899–1969)[9] volt.
- Liebermann Pál (1885–?) orvos. Felesége Pápai Margit (1892–?) volt.[10]
- Liebermann Tivadar Bódog Andor[11] (1891–1973)[12] orvos, egyetemi magántanár. Első felesége Fáncsy Karolina Jozefa (1884–?),[13] második felesége Szalka Dorottya (1901–1994)[14] volt.

## Főbb művei
- Der Begriff des Lebens (Innsbruck, 1876)
- Grundzüge der Chemie des Menschen (Stuttgart, 1880)
- Az életvegytan jelen álláspontja (Budapest, 1882)
- Chemische Industrie auf der. Budapester Landes-Ausstellung (Budapest, 1885)
- Jelentés a vegyészeti iparról a budapesti 1885. kiállításon (Budapest, 1885)
- Egyszerű módszer a szőlőtalajok phylloxeramentességének vizsgálatára (Budapest, 1887)
- Jegyzetek vegytani előadásokhoz. Hallgatói számára kézirat gyanánt (Budapest, 1890)
- Az erdők befolyása. Tanulmány (Budapest, 1895)
- Die chemische Praxis auf dem Gebiete der Gesundheitspflege und gerichtlichen Medizin (Stuttgart, 1899)
- Chemia. Tankönyv (Budapest, 1900, Bugarszky Istvánnal; ism. Gyógyászat)

## Díjai, elismerései
- Osztrák Császári Vaskorona-rend 3. osztálya (1896)
- Balassa-érem (1911)
- Osztrák Császári Lipót-rend (1917)
- Ferenc József-rend középkereszt a csillaggal
- Vöröskereszt tiszti díszjelvénye hadiékítménnyel